# Yervant Balcı
Yervant Balcı (* 1944) ist ein ehemaliger türkischer Fußballtorhüter armenischer Abstammung.

## Karriere
Balcı spielte in der Saison 1966/67 für Galatasaray Istanbul. Sein einziges Ligaspiel für Galatasaray absolvierte Balcı am 9. April 1967 gegen Adana Demirspor. Balcı wurde in der 59. Spielminute für Bülent Gürbüz eingewechselt. In der Saison 1967/68 hütete Balcı das Tor von Samsunspor.